# Carl-Benz-Stadion
Carl-Benz-Stadion è uno stadio polivalente a Mannheim, in Germania. Attualmente è utilizzato principalmente per le partite di calcio ed è lo stadio di casa di SV Waldhof Mannheim. Nel 2008, ha ospitato anche il TSG 1899 Hoffenheim per la prima metà della prima stagione di questo club in Bundesliga, fino all'apertura del nuovo stadio di Hoffenheim nel gennaio 2009. Lo stadio è in grado di contenere 27.000 persone ed è stato costruito nel 1994. Ha un maxi schermo, ma non ha il riscaldamento del sottosuolo. L'architetto è Folker Fiebiger.